# أسماء منصور
أسماء منصور هي سيدة أعمال تونسية وناشطة في مجال حقوق الإنسان؛ حيث ذاع صيتها عام 2011 من خلال مشاركتها في تأسيس المركز التونسي للريادة الاجتماعية؛ ونتيجة لذلك تم اختيارها كواحدة من أبرز 100 امرأة في العالم حسب بي بي سي في عام 2014. في يونيو 2016، حصلت أسماء على المرتبة الثالثة من بين 42 سيدة أفريقية مبتكرة ورائدة في مجال الأعمال التجارية عبر الإنترنت حسب مجلة مشاريع أفريقيا.

## السيرة الذاتية
ترعرعت أسماء في عائلة تقليدية وكانت تخضع لقواعد صارمة من والديها. وبحلول الوقت (تحديدا في عمر الخامسة عشر) بدأت تتساءل وتكتب مع نفسها وفي مذكراتها حول ما تعيشه المرأة وكيف كان من الصعب عليها أن تتقبل الطريقة التي تُعامل بها سواء داخل الأسرة أو في وَسْط المجتمع ككل.
بالرغم من ميلها لمجال حقوق الإنسان والدفاع عن المرأة إلا أنها درست المحاسبة في جامعة منوبة قبل أن تلتحق بالمعهد العالي للمحاسبة وإدارة الأعمال ثم تخرجت منه في عام 2010.
لعبت أسماء منصور دورا رائدا في مختلف المنظمات، بما في ذلك الغرفة الفتية العالمية وآيزيك كما كانت مهتمة بقضايا أخرى أكسبتها خبرة مثل مواضيع البيئة، الرعاية الصحية، التعليم، حقوق الإنسان والاستبعاد الاجتماعي. تعلمت أسماء كيفية إدارة الفريق ثم تكلفت بجمع الأموال والتفاوض مع الشراكات مما جعل السفارة الأمريكية تعترف بها رسميا وبما تقوم به فقدمت لها منحة دراسية لمتابعة دورة إدارة أعمال في تونس في الجامعة المتوسطية للأعمال. وبفضل منحة أخرى من المدرسة العليا للتجارة تمكنت من كسب درجة الماجستير في منوبة في عام 2013.
أثناء دراستها؛ أسست منصور منظمة حقوق الإنسان والحركة الشعبية لتعليم حقوق الإنسان والتي كان هدفها السعي إلى دمج حقوق الإنسان في الحياة اليومية للمواطن التونسي. وبعد زيارتها لليابان تعلمت الكثير منهم فقررت نقل خبرة المجتمع الياباني إلى المجتمع التونسي. في عام 2011 وأثناء الثورة التونسية أسست أسماء جنبا إلى جنب مع حاتم مهبولي وسارة تومي المركز التونسي للريادة الاجتماعية التي جاء بهدف واحد وهو تكريس صناعة وريادة الأعمال في المجتمع من أجل بناء الاقتصاد التونسي.